# Аріана Гранде
Аріа́на Гра́нде-Буте́ра (англ. Ariana Grande-Butera; нар. 26 червня 1993, Бока-Ратон, Флорида, США) — американська співачка, авторка пісень, акторка та володарка премії «Греммі».
Свою кар'єру почала у 15 років у бродвейському мюзиклі «13» 2008 року. Прославилася завдяки ролі Кет Валентайн у телесеріалах Nickelodeon «Вікторія-переможниця» (2010—2013) та «Сем і Кет» (2013—2014). Гранде також брала участь у записі саундтреків та озвучуванні мультфільмів (зокрема, мультсеріалу «Клуб Вінкс»). 2015 року вона повернулася на телеекрани з епізодичною роллю Соні Герфман у серіалі «Королеви крику». Номінантка на всі основні премії «сезону кінонагород», зокрема «Оскар», за роль доброї відьми в мюзиклі «Wicked: Чародійка» (2024).
Музична кар'єра Гранде розпочалася 2011 року з запису саундтреку до серіалу «Вікторія-переможниця». Того ж року вона уклала контракт зі звукозаписною компанією Republic Records. 2013 року у неї вийшов перший альбом Yours Truly, який дебютував на першому місці в американському чарті Billboard 200. Основний жанр платівки — R&B, на який Аріану надихнули такі виконавиці, як Вітні Г'юстон, Крістіна Агілера, Мерая Кері, а також Емі Вайнгауз.
Наступний альбом, My Everything (2014), також дебютував на першій позиції в американському чарті та мав світовий успіх завдяки хітам «Problem», «Break Free», «Bang Bang» та «Love Me Harder». На 57-й щорічній премії «Греммі» у 2015 році My Everything був номінований на найкращий попвокальний альбом. Того ж року Гранде вирушила у світовий тур The Honeymoon Tour на підтримку альбому. У 2013 та 2015 роках відбувся реліз двох різдвяних мініальбомів співачки — Christmas Kisses та Christmas & Chill.
У 2016 році випустила альбом Dangerous Woman, який отримав переважно позитивні відгуки критиків і дебютував на другому місці в Billboard 200. Наступного року співачка вирушила у світове турне Dangerous Woman Tour. 22 травня 2017 року на концерті Гранде в Манчестері стався теракт. Співачка призупинила тур і влаштувала благодійний концерт, щоб зібрати гроші для постраждалих.
Четвертий і п'ятий студійні альбоми Sweetener (2018) і Thank U, Next (2019) мали і критичний, і комерційний успіхи. Sweetener здобув премію «Греммі» за найкращий вокальний попальбом, а Thank U, Next був номінований на «Альбом року» та повторив рекорд гурту The Beatles: три сингли з нього («7 Rings», «Break Up With Your Girlfriend, I'm Bored» і «Thank U, Next») зайняли перші три позиції чарту Billboard Hot 100 одночасно.
Шостий студійний альбом Гранде, орієнтований на ритм-енд-блюз стиль, Positions (2020), дебютував під номером один у Великій Британії та США, а також отримав загалом схвальні відгуки музичних критиків. Різні видання додавали Positions у списки найкращих альбомів 2020 року.

## Ранні роки

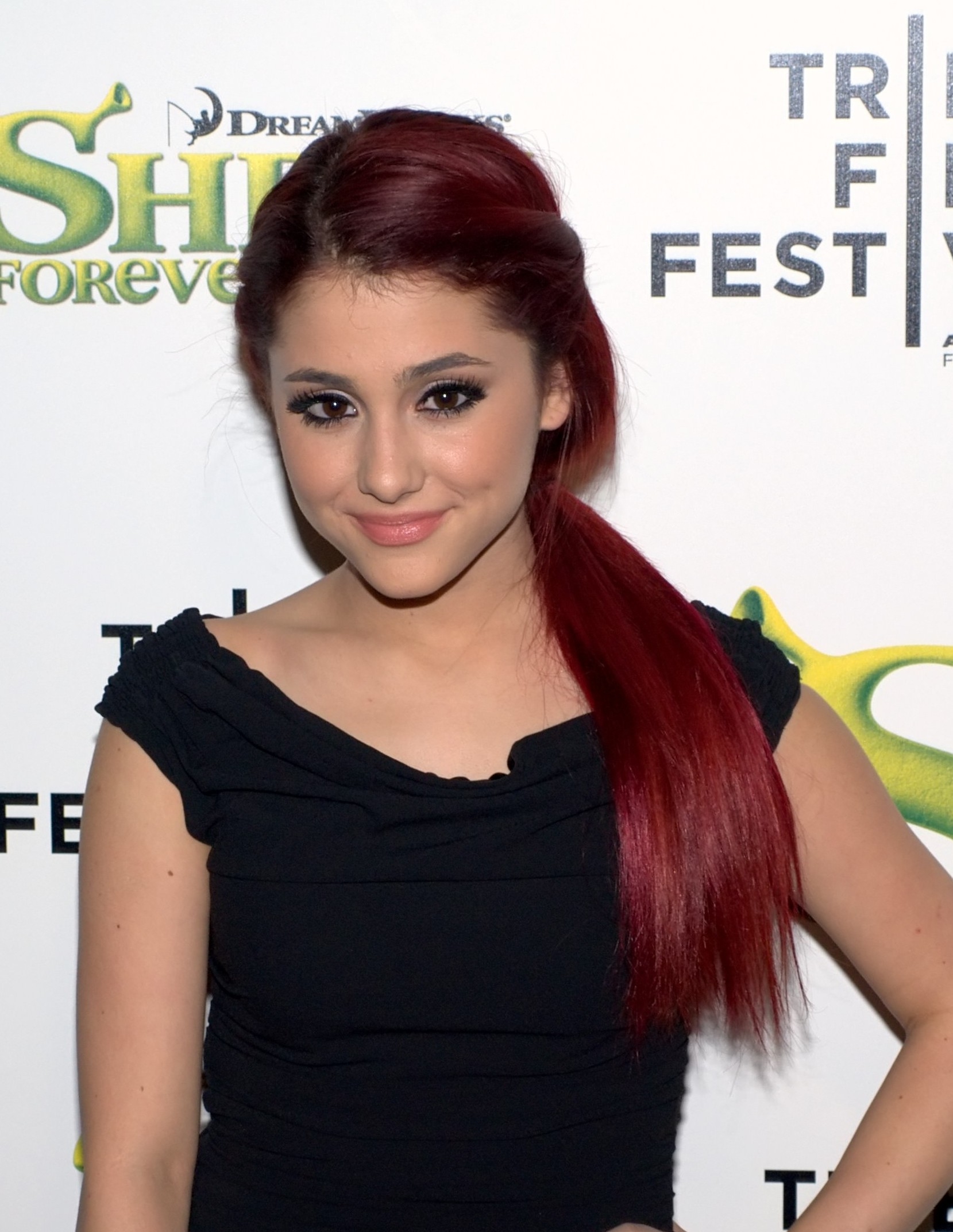
На Tribeca Film Festival у 2010 році

Народилася та виросла в місті Бока Ратон (Флорида) у сім'ї Джоан Гранде, яка працювала головною виконавчою директоркою організації «Hose-McCann Communications» та Едварда Бутера, власника фірми графічного дизайну. Аріану назвали на честь принцеси Оріани із мультсеріалу «Кіт Фелікс». Співачка має італійське походження. У неї є старший зведений брат Френкі Гранде, який є артистом і продюсером.
Сім'я Гранде переїхала з Нью-Йорка до Флориди ще до її народження, а батьки розлучилися, коли їй було вісім-дев'ять років. Будучи ще дитиною, Аріана почала виступати в дитячому театрі «Little Palm Theatre». 2008 року Гранде виконала роль Шарлотти в мюзиклі «13» в Бродвеї разом зі своєю подругою Елізабет Ґілліс. У дитинстві також виступала з дитячим театром Форт-Лодердейла, зігравши свою першу головну роль у мюзиклі «Енні». Вона також виступала в постановках «Чарівник країни Оз» та «Красуня і чудовисько». Узявши участь у мюзиклі, Аріана кинула свою школу.
У тринадцять років Гранде почала всерйоз замислюватися про початок музичної кар'єри. У 14 років вона прилетіла до Лос-Анджелеса на зустріч із менеджерами та сказала їм: «Я хочу записати R&B-альбом». У відповідь менеджери здивувалися: «Це хороша ідея, але хто почне купувати R&B-альбом 14-річної дівчинки?!».
У 2010 році Гранде взяли на роль Кетрін Валентайн у серіалі «Вікторія-переможниця», що випускався каналом Nickelodeon, через що їй довелося перефарбувати волосся в пурпуровий колір. Знімання почали 2009 року, а прем'єра відбулася 27 березня 2010 року; серіал залучив аудиторію у розмірі 5,7 млн глядачів. Участь у телесеріалі допомогла Гранде набути статусу кумира підлітків, але її більше цікавила музична кар'єра:
|  | Зніматися весело, але музика завжди була і завжди буде головною для мене. |

У травні-червні 2011 року вона з'явилася в кліпі Грейсона Ченса для синглу «Unfriend You», граючи його колишню дівчину. Пізніше знялась у гумористичному серіалі на Nickelodeon «Сем і Кет» — знову в ролі Кетрін Валентайн.

## Кар'єра

### 2013—2015:Yours TrulyіMy Everything

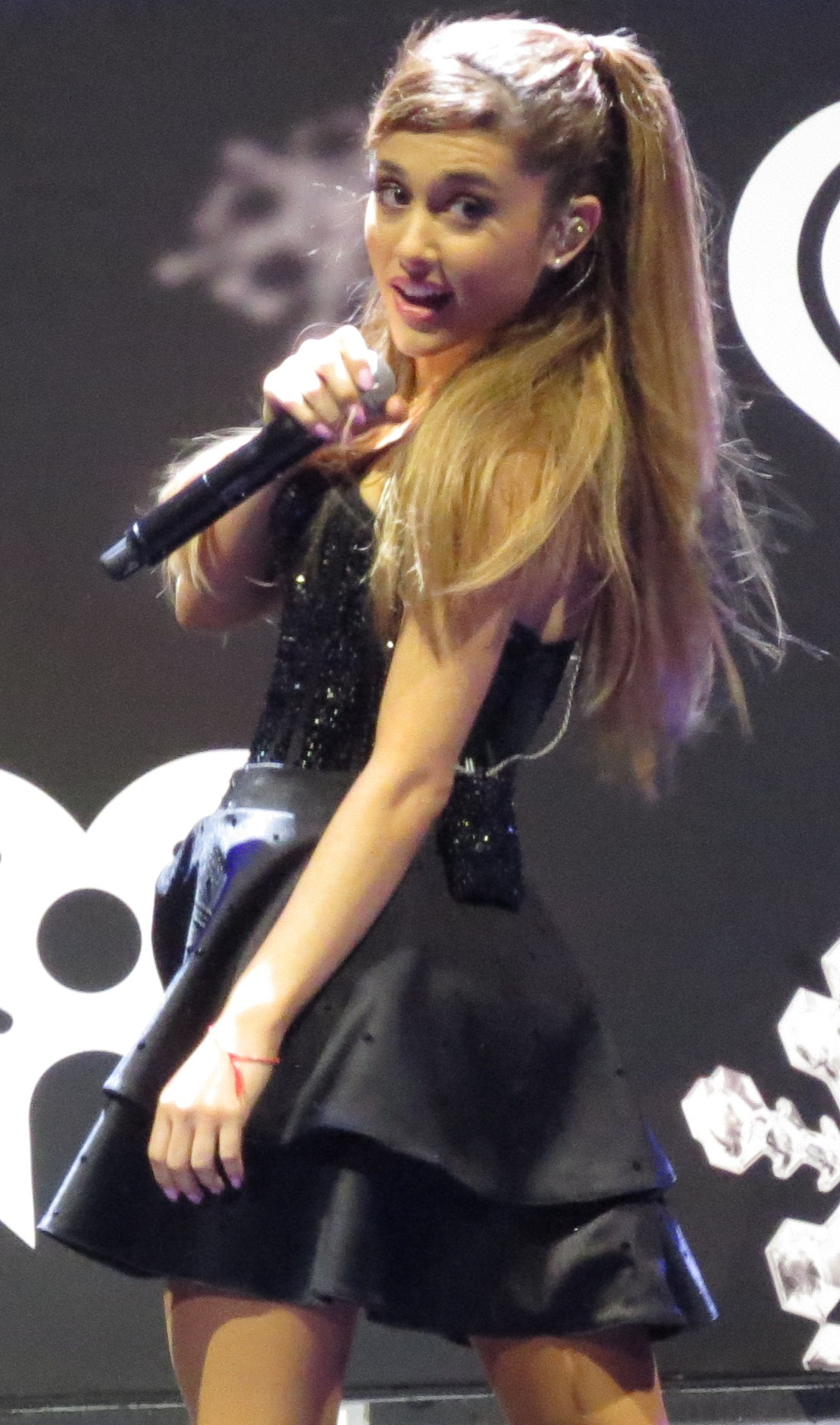
Гранде у 2013 році

Гранде записувала свій дебютний студійний альбом Yours Truly під оригінальною назвою Daydreamin' протягом трьох років. Він вийшов 30 серпня 2013 року і дебютував на першому місці в американському чарті альбомів Billboard 200. Yours Truly також з'явився у першій десятці в кількох інших країнах, зокрема Австралії, Великій Британії, Ірландії та Нідерландах. Його головний сингл, «The Way», за участю Мака Міллера, опинився на десятому місці в американському Billboard Hot 100. Другий сингл, «Baby I», дебютував за № 21 у цьому самому чарті. Пісня також потрапила на 6 місце у Hot Digital Songs у США. Аріана стала єдиною співачкою у 2013 році, чиї дві пісні перебували в першій десятці чарту. Третій сингл, «Right There», записаний з Big Sean, дебютував на 84 місці Billboard Hot 100.
Згодом Гранде приєдналася до Джастіна Бібера в його турі Believe і розпочала свій власний мінітур The Listening Sessions. Наступного місяця журнал Billboard поставив співачку на четверте місце у своєму списку «Найгарячіших неповнолітніх 2013 року» — щорічного рейтингу найпопулярніших музикантів у віці до 21 року. На церемонії вручення American Music Awards 2013 року вона здобула нагороду «Новий виконавець року».
У грудні 2013 року випустила різдвяний мініальбом із чотирьох пісень — Christmas Kisses. У січні 2014 року Гранде почала записувати свій другий студійний альбом. У березні виступила в Білому домі перед президентом та його дружиною. Наступного місяця Барак та Мішель Обама запросили її виступити в Білому домі ще раз, але вже разом із Біг Шоном. 24 березня мав відбутися реліз пісні Аріани «Don't Be Gone Too Long» спільно з Крісом Брауном, але його відклали через проблеми із законом з боку Кріса.
Виконавиця випустила свій другий студійний альбом My Everything 25 серпня 2014 року і дебютувала на вершині Billboard 200. Прем'єра головного синглу альбому «Problem» відбулася на церемонії вручення музичних премій Radio Disney Music Awards 26 квітня 2014 року.
На початку 2015 року розпочала світове турне The Honeymoon World Tour на підтримку альбому My Everything. Посилаючись на успішність туру, організатори збільшили термін виступів до 15 жовтня. За перші 25 концертів Гранде заробила понад 14 млн доларів. У квітні вона взяла участь у зніманні нового телесеріалу «Королеви крику» разом з Лією Мішель, Еммою Робертс та Ніком Джонасом, прем'єра якого відбулася восени 2015 року. Також Аріана брала участь у проєкті The Backyard Sessions, де заспівала дуетом з Майлі Сайрус.
5 серпня стала відома назва лід-синглу з майбутнього альбому — «Focus». Пізніше Гранде взяла участь у записі збірки We Love Disney, до якої увійшли найвідоміші саундтреки з найпопулярніших мультфільмів телеканалу «Дісней». 30 жовтня відбувся офіційний реліз синглу «Focus» та відеокліпу на нього.

### 2015—2017:Dangerous Woman
У 2015 році Гранде почала записувати пісні для свого третього студійного альбому Dangerous Woman під оригінальною назвою Moonlight. Цього ж року почала співпрацю з американським брендом косметики MAC — співачка випустила кілька помад і блисків для губ в колекції Viva Glam; увесь прибуток з продажів пішов до Фонду MAC у боротьбі зі СНІДом. Реліз другого різдвяного мініальбому Гранде Christmas & Chill відбувся 18 грудня 2015 ексклюзивно в iTunes

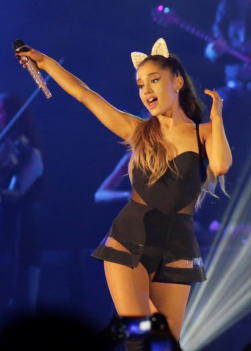
Гранде під час туру у 2015 році

Гранде зіграла епізодичну роль у комедійному фільмі «Зразковий самець 2» з Беном Стіллером та Оуеном Вілсоном у головних ролях. У березні 2016 року випустила «Dangerous Woman» як головний сингл. Він дебютував на десятому місці в Billboard Hot 100, що допомогло Аріані стати першою виконавицею, у якої головний сингл з кожного з перших трьох альбомів дебютував у першій десятці. У травні того ж року з'явилася у фіналі 10 сезону «Голос», виконавши другий сингл з альбому, «Into You» і виступила у дуеті з Крістіною Агілерою з піснею «Dangerous Woman». У березні 2021 року вона повернулася в шоу як тренер на двадцять перший сезон і стала найвисокооплачуванішим тренером в історії шоу, заробивши 25 мільйонів доларів за сезон.
Dangerous Woman вийшов 20 травня 2016 року. Також у травні Аріана поділилася першими подробицями туру Dangerous Woman Tour, початок якого було заплановано на 2016 рік. У липні Гранде затвердили на роль Пенні в мюзиклі «Лак для волосся» (англ. Hairspay Live!), прем'єра якого мала відбутися у грудні. 28 серпня вона виступила на щорічній музичній премії MTV Video Music Awards, де представила третій сингл зі свого нового альбому — композицію «Side to Side», записану з Нікі Мінаж.
22 травня 2017 року її концерт на «Манчестер Арені» став об'єктом теракту — саморобної бомби, підірваної ісламським екстремістом, коли люди виходили з арени. Внаслідок теракту в Манчестер Арені загинули 22 людини, сотні отримали поранення. Гранде призупинила тур і провела благодійний концерт One Love Manchester 4 червня. Він допоміг зібрати 23 мільйони доларів на допомогу родинам загиблих та постраждалим. На концерті виступила сама Гранде, а також Ліам Галлахер, Роббі Вільямс, Джастін Бібер, Кеті Перрі, Майлі Сайрус та інші артисти. 12 липня 2017 року співачка отримала звання почесного громадянина міста Манчестер. Тур відновився 7 червня в Парижі. У грудні 2017 року журнал Billboard назвав її «Артисткою року». У цьому ж році Аріана випустила колекцію одягу разом з англійським брендом Lipsy London.

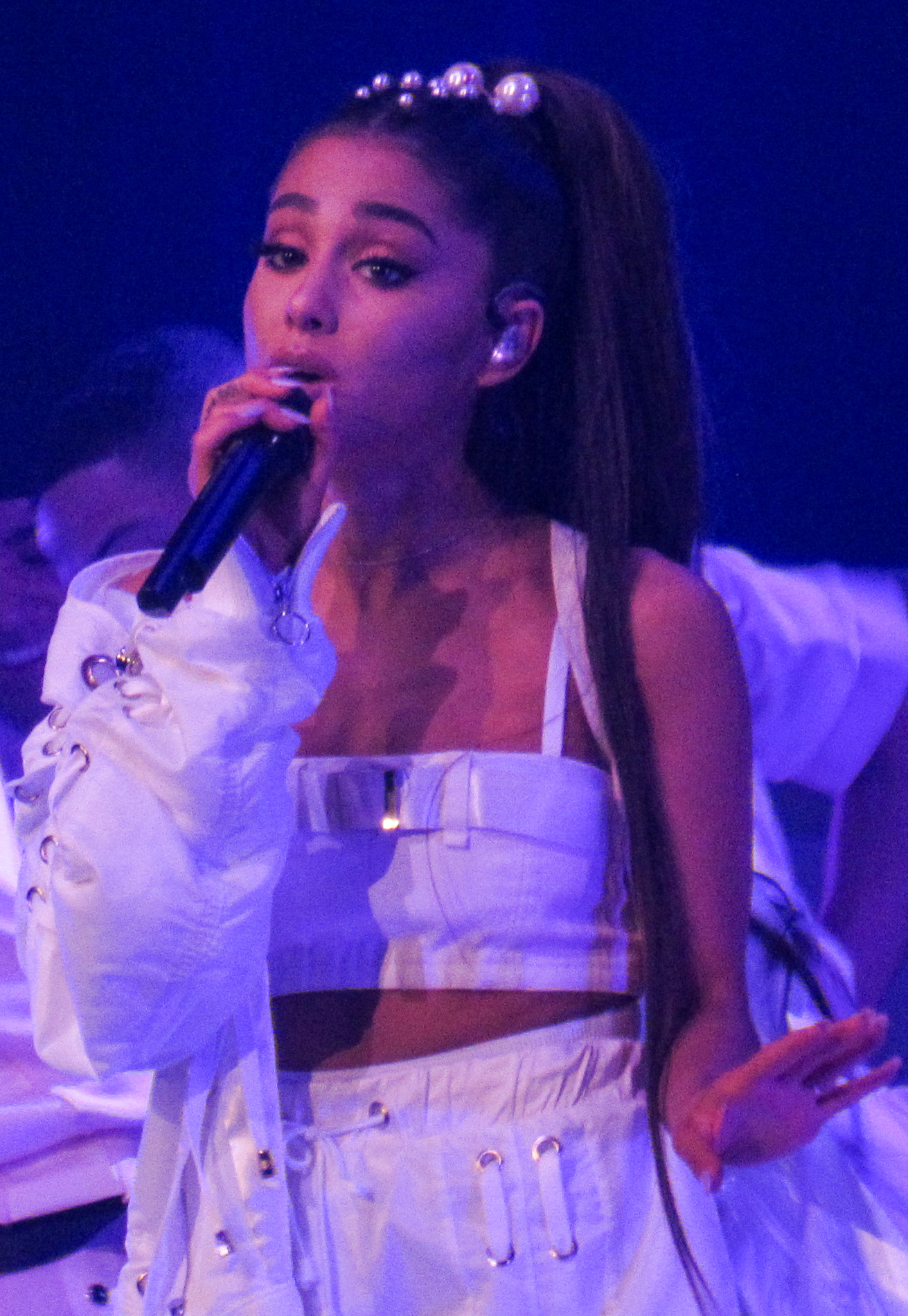
Гранде під час виступу в Манчестері у 2017 році

У 2017 році співачка стала персонажем гри Final Fantasy: Brave Exvius і записала для цієї гри ексклюзивну версію пісні «Touch It» з альбому Dangerous Woman. Восени того ж року Аріана почала співпрацювати з брендом Reebok і випустила у співпраці з ним колекцію спортивного одягу.

### 2018—2019:SweetenerіThank U, Next
Гранде почала працювати над піснями для свого четвертого студійного альбому Sweetener разом із Фарреллом Вільямсом у 2016 році, але «події в Манчестері повністю змінили очікування від проєкту». У квітні 2018 року вона випустила «No Tears Left to Cry» як головний сингл альбому Sweetener, пісня дебютувала під номером 3 в Billboard Hot 100. Також до релізу альбому вийшов промосингл «The Light Is Coming», записаний спільно зі співачкою Нікі Мінаж, і сингл «God Is A Woman».
17 серпня 2018 вийшов четвертий студійний альбом Гранде, Sweetener, який дебютував з першого рядка в чарті Billboard 200. Такий же результат мають і дві інші платівки співачки: Yours Truly (2013) та My Everything (2014). Альбом отримав позитивну оцінку критиків й приніс Гранде її першу статуетку «Греммі» за перемогу в номінації «Найкращий поп-альбом» у 2019 році. Співачка давала чотири концерти для просування альбому The Sweetener Sessions у Нью-Йорку, Чикаго, Лос-Анджелесі та Лондоні з 20 серпня по 4 вересня 2018 року.
Наприкінці жовтня 2018 року Аріана у своєму інстаграмі оголосила дати Sweetener World Tour. Також у жовтні співачка брала участь у концерті, присвяченому п'ятнадцятиріччю постановки мюзиклу «Зла» в Бродвеї, і взяла участь у концерті для телебачення, де виконувала свої пісні з оркестром, що складався суто з жінок.

У листопаді 2018 року Гранде випустила сингл «Thank U, Next», і анонсувала вихід однойменного альбому. Пісня очолила чарт Billboard Hot 100 й стала п'ятиразово платиновою в США. Музичне відео на пісню набрало 100 мільйонів переглядів за 81 годину на YouTube. На стрімінговому сервісі Spotify трек «Thank U, Next» за 24 години прослухали 9,6 мільйона разів. Того ж місяця у співпраці з YouTube Аріана випустила документальний мінісеріал «Ariana Grande: Dangerous Woman Diaries» (укр. «Аріана Гранде: Щоденники небезпечної жінки»), в якому розповідається про створення туру Dangerous Woman Tour, про концерт One Love Manchester та про роботу над альбомом Sweetener.

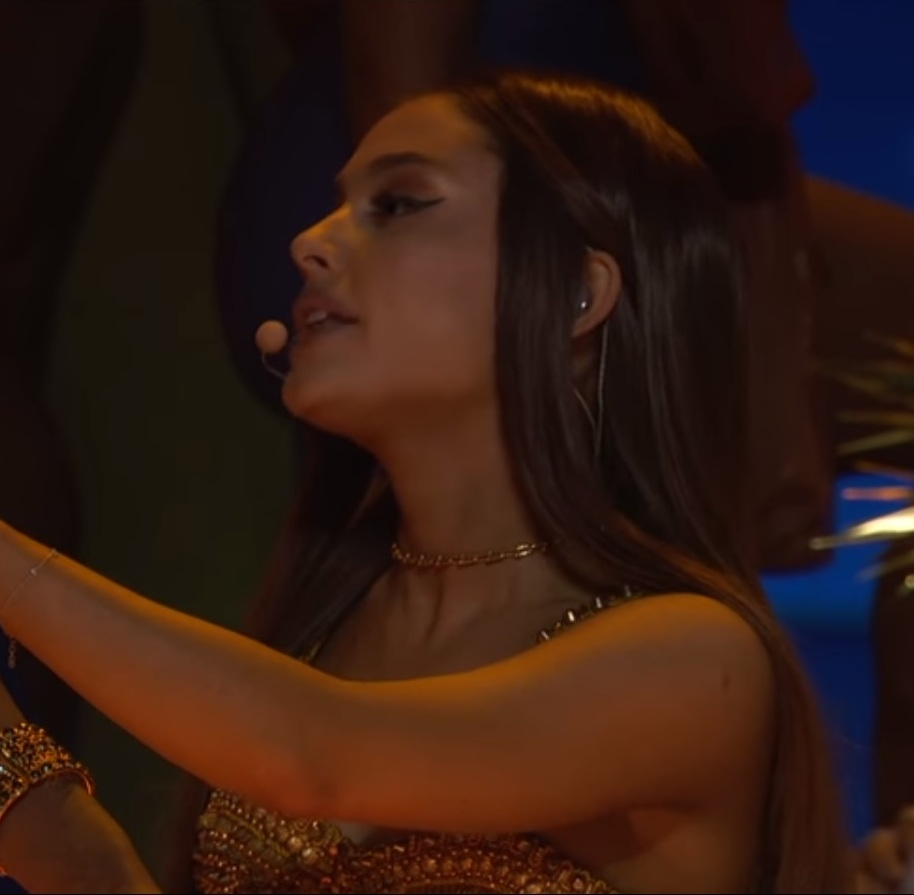
Гранде на MTV Video Music Awards 2018

Другий сингл з альбому Thank U, Next, «7 Rings», вийшов 18 січня 2019 і дебютував з першого рядка чарту Billboard Hot 100, ставши другим синглом співачки поспіль (і в цілому) з таким результатом. Це зробило Гранде третьою співачкою (після Мераї Кері та Брітні Спірс) та п'ятим виконавцем з двома синглами на першому місці Billboard Hot 100. Реліз п'ятого студійного альбому Аріани, Thank U, Next, відбувся 8 лютого 2019, через півроку після виходу її попереднього альбому Sweetener. Альбом дебютував з першого рядка чарту Billboard 200 і отримав визнання критиків. Гранде вирушила у свій третій світовий тур Sweetener World Tour на підтримку альбомів Sweetener та Thank U, Next 18 березня 2019 року. У квітні співачка взяла участь у Коачеллі й стала наймолодшим хедлайнером цього музичного фестивалю.
У червні 2019 року Аріана повідомила, що стала одним із продюсерів саундтреку до фільму «Ангели Чарлі». У вересні вийшла пісня «Don't Call Me Angel», записана спільно з Ланою Дель Рей та Майлі Сайрус. 22 грудня 2019 року завершився Sweetener World Tour, а 23 грудня Гранде випустила свій перший концертний альбом K Bye for Now, до якого увійшли записи пісень з концертів, що пройшли в рамках туру. У цьому ж році Аріана стала обличчям модного будинку Givenchy.

### 2020—2021:Positions
У січні 2020 року Гранде отримала кілька номінацій на церемонії вручення музичних премій iHeartRadio Music Awards 2020, зокрема «Артист року». Наступного місяця вона з'явилася у другому сезоні американського телесеріалу «Жартую», в якому головну роль грав Джим Керрі.
Гранде і Джастін Бібер випустили спільну пісню «Stuck with U» 8 травня 2020 року. Пісня дебютувала на першому місці в Billboard Hot 100 , ставши третім синглом виконавиці, що очолив хіт-парад. Аріана також випустила спільну роботу з Леді Гагою «Rain on Me». Трек став другим синглом з шостого студійного альбому Гаги Chromatica. Пісня також дебютувала на першому місці в Billboard Hot 100 й перемогла в категорії «Кращий поп-дует» на 63-й щорічній церемонії вручення премії «Греммі». 2020 року Гранде стала найвисокооплачуванішою жінкою в музиці у списку ста знаменитостей за версією Forbes.
Шостий студійний альбом виконавиці, Positions, вийшов 30 жовтня 2020 року. Він дебютував під номером один в Billboard 200, ставши п'ятим альбомом Гранде номер один. Однойменний головний сингл вийшов 23 жовтня й став її третім синглом номер один у 2020 році після «Stuck with U» і «Rain on Me».
14 жовтня 2020 року було оголошено, що Гранде зіграє разом з Леонардо Ді Капріо, Дженніфер Лоренс і Меріл Стріп у фільмі Адама Маккея «Не дивіться вгору». Фільм вийшов на сервісі Netflix 24 грудня 2021 року. Він побив рекорд за найбільшу кількість переглядів за перший тиждень в історії Netflix. Для його просування Гранде випустила пісню «Just Look Up». На 27-й церемонії вручення нагород Critics' Choice Awards Аріана була номінована у двох категоріях. Вона також була номінована на 28-й церемонії вручення нагород Гільдії кіноакторів за найкращу роль у фільмі.
Через рік після закінчення Sweetener World Tour Аріана спільно з Netflix випустила фільм «Excuse Me, I Love You» (укр. «Вибач, я люблю тебе»), до якого увійшли записи виступів з туру та відео, зняті за лаштунками шоу.
15 січня 2021 року Аріана випустила ремікс пісні «34+35» за участю американських реперок Doja Cat і Megan Thee Stallion. У березні 2021 стало відомо, що Гранде стане новою суддею 21-го сезону шоу «Голос». У квітні вона записала пісню «Met Him Last Night» разом з Демі Ловато та взяла участь у роботі над реміксом на композицію The Weeknd «Save Your Tears». Ремікс досяг першого місця в Billboard Hot 100, ставши шостим синглом номер один для обох виконавців. Гранде та Weeknd разом виконали «Save Your Tears» на церемонії вручення музичних премій iHeartRadio Music Awards 2021. У червні Аріана записала пісню «I Don't Do Drugs» разом з Doja Cat для третього студійного альбому останньої, Planet Her.
У 2021 році вона відкрила свою власну лінію косметики — «r.e.m beauty», дистриб'ютором якої є Ulta Beauty.

### 2021—теперішній час: Wicked та Eternal Sunshine
У листопаді 2021 року Аріана Гранде отримала головну роль Галінди в кіномюзиклі «Wicked: Чародійка». Роль Ельфаби отримала Синтія Еріво, яка потім стала гарною подругою з Аріаною.
Вже в грудні 2022 року знімання фільмів розпочалося в Лондоні. На жаль, праця над фільмом була призупинена 13 липня 2023 року через страйк SAG-AFTRA, але була продовжена в січні 2024. Перший фільм вийшов 27 листопада 2024 року, а друга частина вийде 26 листопада 2025 року. За роль Галінди Гранде номінувалась на всі основні премії «сезону кінонагород», зокрема «Оскар».
Eternal Sunshine є новою ерою Аріани Гранде, яка почалася 7 грудня 2023 року, коли Аріана поділился фотографіями зі студії того, як вона записує свій сьомий студійний альбом. Після цього Аріана почала ще більше просувати свій альбом, і публікувати щось нове про нього кожної дати, яка включає в себе цифру 7. Сьомого січня 2024 року вона поділилася тим, що її новий сінгл ''yes, and?'' вийде 12 січня. Сінгл провів 8 днів в топі 1 на глобальному чарті музики та зібрав 59.71 мільйонів прослуховувань за один тиждень, тим самим ставши її найбільшим дебютом. Сімнадцятого січня стало відомо, що назвою альбому є Eternal Sunhine та те, що він вийде 8 березня 2024. Тематика альбому Eternal Sunshine, можливо, буде пов'язана з фільмом Вічне сяйво чистого розуму, на що натякає його назва.

## Артистизм

### Впливи
Гранде виросла, слухаючи переважно поп-музику та музику 1990-х. Вона згадувала Глорію Естефан як ту людину, що надихнула її на музичну кар'єру, після того, як Естефан побачила та похвалила виступ Аріани на круїзному кораблі, коли їй було вісім років. Мерая Кері та Вітні Г'юстон теж вплинули на неї: «Я люблю Мерайю Кері. Вона в буквальному сенсі моя улюблена людина на планеті. І, звичайно, Вітні Г'юстон також». Окрім Кері та Г'юстон, на Гранде також вплинули Destiny's Child, Бейонсе, Селін Діон і Мадонна.
Музичний продюсер і співавтор Аріани Саван Котеча заявив у кількох інтерв'ю, що на нього та на Гранде вплинула Лорін Гілл під час створення альбому Sweetener, а також пісні «No Tears Left to Cry».

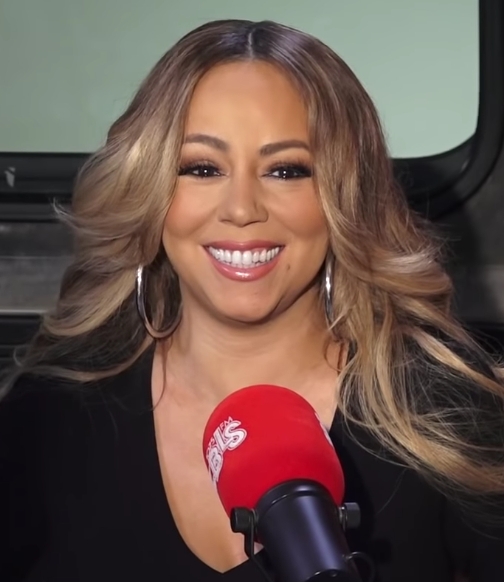
На початку музичної кар'єри голос Аріани часто порівнювали з голосом Мераї Кері

### Голос
Гранде має найвищий жіночий голос (сопрано) й чотириоктавний вокальний діапазон. Після випуску Yours Truly, критики порівняли її з Мерайєю Кері через широкий вокальний діапазон, звук і музичний стиль, що притаманний обом співачкам. Джуліанна Ескобедо Шеперд з Billboard написала у статті, що і Кері, і Гранде мають «талант дозволити своєму вокалу говорити». Аріана відповіла на порівняння: «Це величезний комплімент, але коли ви почуєте весь альбом, ви зрозумієте, що звучання Мераї значно відрізняється від мого». Стівен Дж. Горовіц з Billboard написав у 2014 році: «Зі своїм другим альбомом Аріана більше не схожа на Кері — і це нормально».

### Стиль та мода
Аріана назвала Одрі Гепберн головним впливом на свій стиль у свої перші роки слави, але згодом почала знаходити наслідування стилю Гепберн «трохи нудним» у міру того, як її кар'єра прогресувала. Вона також черпала натхнення в стилях актрис 1950-х і 1960-х років, таких як Енн-Маргрет, Ненсі Сінатра і Мерилін Монро.  Скромний вигляд Гранде на початку її кар'єри описували як «відповідний віку» порівняно з сучасними артистками, які виросли на очах громадськості. Джим Фарбер з New York Daily News писав у 2014 році, що Аріана «приділяла більше уваги тому, як вона співає, ніж одягу й зовнішності». Пізніше співачка змінила свій стиль та почала носити короткі спідниці та кроп-топи з черевиками до колін на живих виступах і на червоних доріжках.

## Особисте життя
Гранде сказала, що вона боролася з гіпоглікемією. Вона також страждала від посттравматичного стресового розладу (ПТСР) і тривоги після теракту на Манчестер арені. Співачка також розповіла, що проходить терапію більше десяти років, вперше звернувшись до психолога незабаром після розлучення її батьків.
Аріана була католичкою, але покинула церкву під час понтифікату Бенедикта XVI й виступила проти його позиції щодо гомосексуальності, зазначивши, що її зведений брат Френкі — гей. У листопаді 2019 року вона підтримала кандидатуру сенатора Берні Сандерса на пост президента.
Гранде — веганка, у неї є дев'ять собак, всі вони були взяті з притулків.
Співачка відкрито підтримує ЛГБТ-спільноту та благодійний фонд The Happy Hippie Foundation американської співачки Майлі Сайрус.

### Стосунки
З 2008 по 2011 Гранде зустрічалася з актором Гремом Філліпсом, із яким познайомилася, працюючи над мюзиклом «13». З грудня 2012 по серпень 2013 зустрічалася з комедіантом та учасником австралійської команди The Janoskians Джаєм Бруксом.
У вересні 2013 року, після довгих роздумів Гранде публічно підтвердила, що була у стосунках із Нейтаном Сайксом, англійським співаком та учасником гурту The Wanted. Сайкс також написав про це у своєму Twitter і подякував своїм шанувальникам за те, що вони підтримали цю новину. 7 жовтня 2013 Брукс звинуватив Аріану у тому, що вона зраджує йому з Сайксом і їх відносини закінчилися. Пізніше Гранде стверджувала, що ніколи не зраджувала йому, а він використав цей пост, як спосіб отримання своїх «п'ятнадцяти хвилин слави». 2014 року співачка знову почала зустрічатися зі Джаєм Бруксом, але після смерті дідуся співачки вони розійшлися.
На початку жовтня 2014 року Аріана оголосила про свої стосунки з репером Шоном Андерсоном. Публічно вони вперше з'явилися на червоному килимі церемонії нагородження Ґреммі 2015. Через вісім місяців, у квітні 2015, пара розійшлася. З липня 2015 по літо 2016 Гранде зустрічалася з танцюристом Ріккі Альварезом. У вересні 2016 вона почала зустрічатися з американським репером Маком Міллером, із котрим познайомилася на записах синглу «The Way» у 2012. Їхні стосунки завершилися у травні 2018. Міллер публічно оголосив, що закохався у Гранде за чотири роки до того як вони почали зустрічатися.
У травні 2018 Аріана почала зустрічатися з актором і комедіантом Пітом Девідсоном. У червні 2018 Девідсон підтвердив, що вони зі Гранде нещодавно заручилися. У жовтні 2018 пара скасувала свої заручини та розірвала стосунки. 2020 року почала зустрічатися із ріелтором Далтоном Гомесом. У травні 2021 року пара зіграла таємне весілля.
Гранде посилається на свої стосунки з Шоном, Альварезом, Міллером (а також на його смерть) та Девідсоном у своєму синглі «Thank U, Next».

## Гранде та Україна
У 2021 році Аріана випустила музичне відео на пісню «pov» у вигляді живого виконання. В кліпі співачка одягнена в чорний топ та штани від українського бренду CULTNAKED, засновницею якого є фотографиня та дизайнерка зі Львова Мері Фуртас.
25 лютого 2022 року, на тлі російського вторгнення в Україну, співачка висловила підтримку українцям.

## Дискографія
- Yours Truly (2013)
- Christmas Kisses (2013, різдвяний мініальбом).
- My Everything (2014)
- Christmas & Chill (2015, різдвяний мініальбом).
- Dangerous Woman (2016)
- Sweetener (2018)
- Thank U, Next (2019)
- Positions (2020)
- Eternal Sunshine (2024)

## Відеокліпи
2013
1. «The Way» (feat. Mac Miller)
2. «Almost Is Never Enough» (feat. Nathan Sykes)
3. «Baby I»
4. «Right There» (feat. Big Sean)
5. «Popular Song»

2014
1. «Problem» (feat. Iggy Azalea)
2. «Break Free» (feat. Zedd)
3. «Best Mistake» (feat. Big Sean)
4. «Love Me Harder» (with The Weeknd)
5. «Santa Tell Me»

2015
1. «One Last Time»
2. «Focus»

2016
1. «Dangerous Woman»
2. «Be Alright»
3. «Let Me Love You» (feat. Lil Wayne)
4. «Into You»[132]
5. «Side To Side» (feat. Nicki Minaj)

2017
1. «Jason's Song (Gave It Away)»
2. «Everyday»

2018
1. «No Tears Left to Cry»
2. «The Light Is Coming» (feat. Nicki Minaj)
3. «God Is a Woman»
4. «Breathin»
5. «Thank U, Next»
6. «Imagine»

2019
1. «7 Rings»
2. «Break Up With Your Girlfriend, I'm Bored»
3. «Monopoly»
4. «Boyfriend» (feat. Social House)
5. «Don't Call Me Angel» (feat. Lana Del Rey & Miley Cyrus)

2020
1. «Stuck With U» (feat. Justin Bieber)
2. «Rain On Me» (with Lady Gaga)
3. «Positions»
4. «34+35»

2021
1. «34+35 Remix» (feat. Doja Cat & Megan Thee Stallion)

2024
1. «Yes, And?»
2. «We Can't Be Friends (Wait for Your Love)»
3. «The Boy Is Mine»

## Тури

#### Як хедлайнерка
- The Listening Sessions (2013).
- The Honeymoon Tour (2015).
- Dangerous Woman Tour (2017).
- The Sweetener Sessions (2018).
- Sweetener World Tour (2019).

#### Виступи на розігріві
- Джастін Бібер — Believe Tour (2013).

## Фільмографія

### Телебачення
| Рік       | Українська назва                  | Оригінальна назва               | Роль                        | Примітка                              |
| --------- | --------------------------------- | ------------------------------- | --------------------------- | ------------------------------------- |
| 2009      | Сіла батарейка                    | The Battery's Down              | Бат Міцвах Рифер            | Епізод: «Bad Bad News»                |
| 2010—2013 | Вікторія-переможниця              | Victorious                      | Кетрін «Кет» Валентайн      | 56 епізодів                           |
| 2011      | Ай-Карлі                          | iCarly                          | Кетрін «Кет» Валентайн      | Епізод: «iParty with Victorious»      |
| 2011—2013 | Клуб Вінкс: Школа чарівниць       | Winx Club                       | Аманда Бенсон               | 13 епізодів; озвучення                |
| 2013—2014 | Сем і Кет                         | Sam & Cat                       | Кетрін «Кет» Валентайн      | 35 епізодів                           |
| 2013      | Шахрайство                        | Swindle                         | Аманда Бенсон               | телефільм                             |
| 2014      | Сім'янин                          | Family Guy                      | італійська дочка; озвучення | Епізод: «Mom's the Word»              |
| 2014      | Суботнього вечора в прямому ефірі | Saturday Night Live             | гість                       | Епізод: «Chris Pratt / Ariana Grande» |
| 2015      | Королівські перегони Ру Пола      | RuPaul's Drag Race              | запрошена суддя             | Епізод: «Ru Hollywood Stories»        |
| 2015      | Королеви крику                    | Scream Queens                   | Соня Герфман / Шанель № 2   | 4 епізоди                             |
| 2016      | Суботнього вечора в прямому ефірі | Saturday Night Live             | гість                       | Епізод: «Ariana Grande»               |
| 2016      | Лак для волосся Live!             | Hairspray Live!                 | Пенні Пінглтон              | телевізійний спецвипуск               |
| 2019      | Життя Кардаш'янів                 | Keeping Up With The Kardashians | гість                       | Епізод: «Fire Escape»                 |
| 2020      | Жартую                            | Kidding                         | Піккола Гранде              | Епізод: «Episode 310»                 |
| 2021      | Голос                             | The Voice                       | тренер                      | 21 сезон                              |
| 2024      | Суботнього вечора в прямому ефірі | Saturday Night Live             | гість                       | 2 епізоди                             |
| 2024      | 96-та церемонія «Оскар»           | 96th Academy Awards             | вручення нагород            | найкраща музика і найкраща пісня      |

### Кінофільми
| Рік  | Українська назва                     | Оригінальна назва                          | Роль                   | Примітка                  |
| ---- | ------------------------------------ | ------------------------------------------ | ---------------------- | ------------------------- |
| 2011 | Сніжинка                             | Snowflake, the White Gorilla               | Сніжинка               | озвучення                 |
| 2016 | Чарівний футбол                      | Metegol                                    | Лора                   | озвучення                 |
| 2016 | Зразковий самець 2                   | Zoolander 2                                | БДСМ-дівчина у латексі | камео                     |
| 2019 | Люди в чорному: Інтернешнл           | Men in Black: International                | інопланетянка          | камео                     |
| 2020 | Аріана Гранде: Excuse Me, I Love You | Ariana Grande: Excuse Me, I Love You       | у ролі самої себе      | також виконавчий продюсер |
| 2021 | Біллі Айліш: Трохи розмитий світ     | Billie Eilish: The World's a Little Blurry | у ролі самої себе      |                           |
| 2021 | Не дивися вгору                      | Don't Look Up                              | Райлі Біна             |                           |
| 2024 | Wicked: Чародійка                    | Wicked: Part One                           | Ґлінда                 |                           |
| 2025 | Wicked: Чародійка 2                  | Wicked: For Good                           | Ґлінда                 |                           |